# Charlotte Birch-Pfeiffer
Charlotte Karoline Birch-Pfeiffer (født 23. juli 1800 i Stuttgart, død 24. august 1868 i Berlin) var en tysk skuespillerinde og dramatisk forfatterinde. Allerede som 13-årig optrådte hun på München Hofteater , hvor hendes fader, domæneråd Pfeiffer havde bosat sig. Hun blev snart teatrets yndede tragiske elskerinde. I 1825 ægtede hun forfatter Andreas Christian Birch af dansk slægt, fortsatte sine tidligere begyndte kunstrejser og overtog i 1837 ledelsen af Zürich Teater. I 1844 blev hun knyttet til det kongelige teater i Berlin, og her blev hun til sin død som fremstillerinde af det ældre rollefag. Som dramatisk forfatterinde er hun især bearbejderske af populære romaner, og hendes vistnok effektfulde, men også forskruede, sentimentale og hysteriske skuespil beherskede til en vis tid teatrene og indvirkede uheldig på publikums smag. Af hendes mangfoldige arbejder har kun et eneste holdt sig på scenen til vore dage, hendes bearbejdelse af Charlotte Brontës roman "Jane Eyre", der under titlen "Et Vajsenhusbarn" ofte er spillet på nordiske teatre. Hendes samlede dramatiske arbejder er udgivne i 23 bind, hendes samlede noveller og fortællinger i 3 bind.